# Ponticola bathybius
A Ponticola bathybius a csontos halak (Osteichthyes) főosztályának a sugarasúszójú halak (Actinopterygii) osztályába, ezen belül a sügéralakúak (Perciformes) rendjébe, a gébfélék (Gobiidae) családjába és a Benthophilinae alcsaládjába tartozó faj.

## Rendszertani besorolása
Korábban a Neogobius nevű halnembe volt besorolva.

## Előfordulása
A Ponticola bathybius előfordulási területe az ázsiai Kaszpi-tengerben van.

## Megjelenése
Ez a hal legfeljebb 25 centiméter hosszú.

## Életmódja
Ez a kaszpi-tengeri gébféle, kizárólag a brakkvízben él; az édesvízbe nem úszik be. Akár 198 méter mélyre is lemerülhet.